# Brihuega
Brihuega est une commune d'Espagne de la province de Guadalajara dans la communauté autonome de Castille-La Manche.

## Histoire
La ville fut le lieu de la Bataille de Brihuega.

## Culture

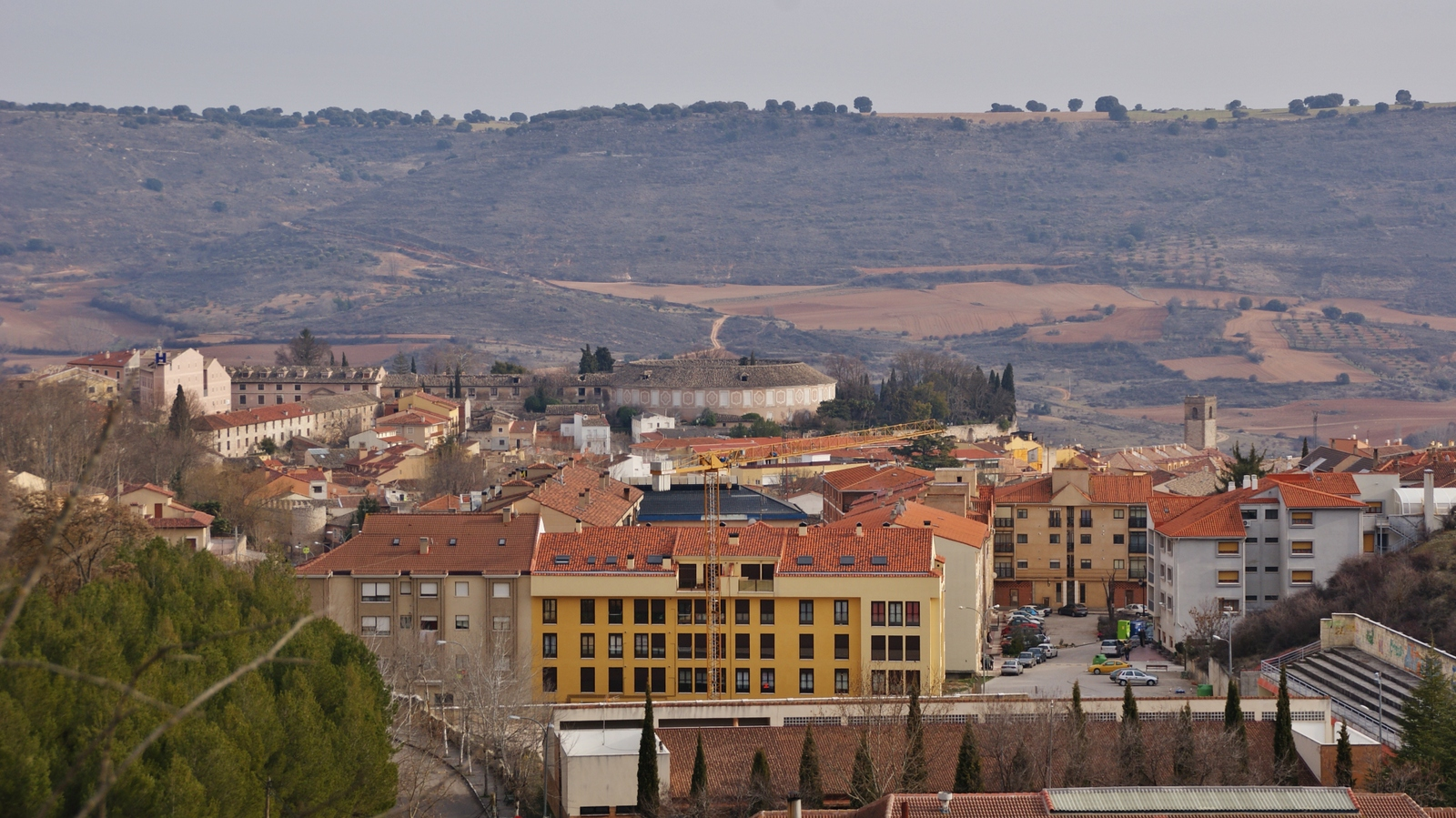
Vue de la ville (2013). Le bâtiment circulaire au centre de l’image fait partie de la fabrique royale

L'Ensemble historique de la ville de Brihuega (es), reconnu comme bien d'intérêt culturel, regroupe trois églises du XIIIe siècle, le couvent de San José (es), la muraille et ses deux portes, le château de Brihuega, ainsi que la Fabrique royale de tissus de Brihuega

## Personnalités
- Tomasa Cuevas (1917-2007), militante communiste et antifranquiste, est née à Brihuega.